# 北海道道254号抜海港線
北海道道254号抜海港線（ほっかいどうどう254ごう ばっかいこうせん）は北海道稚内市抜海漁港からノシャップ・富士見を経由して、中央2丁目に至る一般道道（北海道道）である。

## 概要

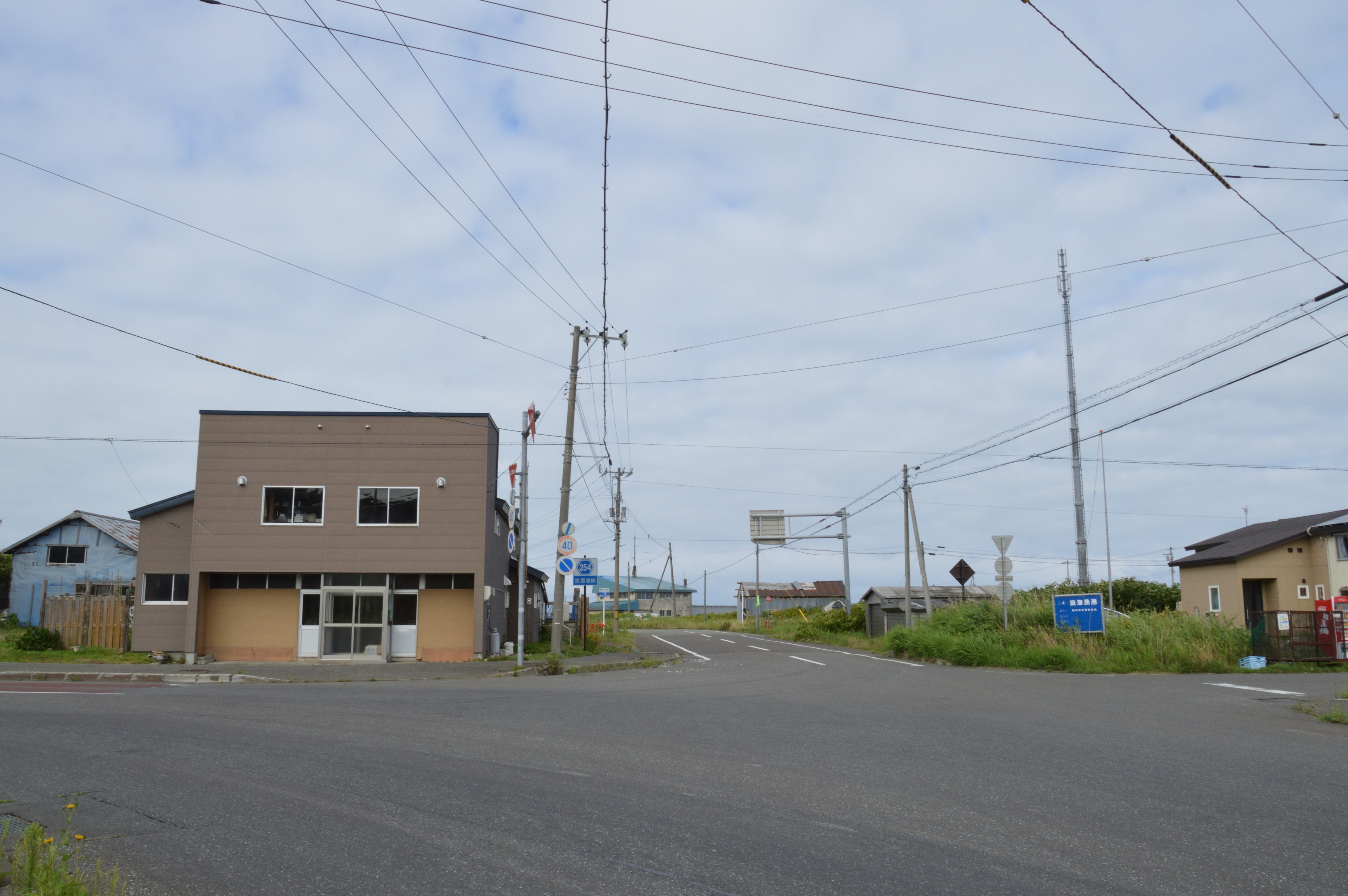
道道106号との合流地点、直進が道道254号（稚内市抜海村字バッカイ）。

### 路線データ
- 起点：北海道稚内市抜海村字バッカイ（抜海漁港）
- 終点：北海道稚内市中央2丁目（北海道道106号稚内天塩線交点）
- 総延長：21.450 km
- 実延長：12.898 km
- 重用延長：8.552 km

### 道路管理者
- 宗谷総合振興局 稚内建設管理部 事業課

## 歴史
- 1957年（昭和32年）3月30日 - 163号として路線認定[1]。
- 1994年（平成6年）10月1日 - 路線番号を254号に変更[2]。

## 路線状況

### 重複区間
- 北海道道106号稚内天塩線（稚内市大字抜海村字バッカイ - 稚内市西浜4丁目）
- 北海道道407号稚内港線（稚内市中央1丁目 - 稚内市中央2丁目）

## 地理
ノシャップにはノシャップ岬・ノシャップ寒流水族館・青少年科学館があり、冬はもちろん、夏の観光スポットとして人気を集めている。また、富士見には日帰り入浴施設の稚内温泉「童夢」があり、露天風呂からは利尻富士や礼文岳が一望できる。

### 通過する自治体
- 宗谷総合振興局
  - 稚内市

### 交差する道路
稚内市
- 北海道道106号稚内天塩線 - 大字抜海村字バッカイ、西浜4丁目（重複）
- 北海道道407号稚内港線 - 中央1丁目、中央2丁目（重複）
- 北海道道106号稚内天塩線 - 中央2丁目（終点）

### 沿線にある施設など
稚内市
- 稚内温泉 - 富士見4丁目
- 稚内市総合体育館 - 富士見4丁目
- 自衛隊稚内分屯地
- ノシャップ公園 - ノシャップ
- ノシャップ岬 - ノシャップ
- ノシャップ寒流水族館 - ノシャップ2丁目2-16
- 稚内市立稚内中学校 - 宝来5丁目7-31
- 稚内市立稚内中央小学校 - 宝来4丁目1-35
- 稚内郵便局 - 中央2丁目15-12